# Air Europa Express

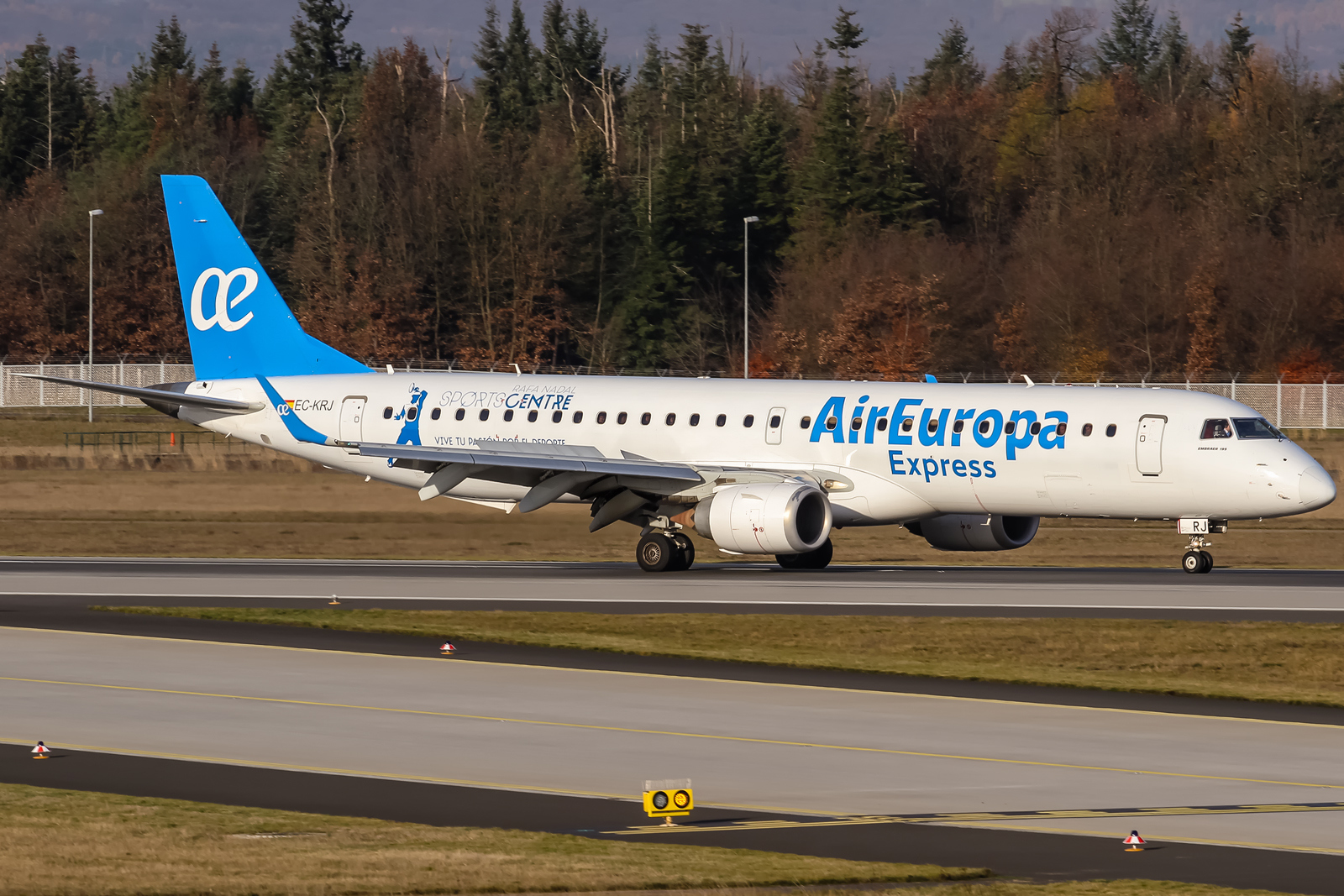
Embraer E195LR Air Europa Express в аеропорту Франкфурт

Air Europa Express — іспанська регіональна авіакомпанія. Дочірня компанія Globalia (яка також є материнською компанією для Air Europa).

## Флот
Флот Air Europa Express на листопад 2016:
| Тип               | В дії | Замовлено | Пасажирів | Пасажирів | Пасажирів | Примітки |
| Тип               | В дії | Замовлено | C         | Y         | Разом     | Примітки |
| ----------------- | ----- | --------- | --------- | --------- | --------- | -------- |
| ATR 72-500        | 5     | —         | –         | 74        | 74        |          |
| Embraer ERJ-195LR | 11    | —         | 12        | 108       | 120       |          |
| Разом             | 16    | —         |           |           |           |          |